# James Abram Garfield
James Abram Garfield (Moreland Hills, Ohio, 19 de novembre de 1831 - Elberon (Long Branch), Nova Jersey, 19 de setembre de 1881) va ser el vintè president dels Estats Units. Es va convertir en el segon president que va morir assassinat als Estats Units; el primer va ser Abraham Lincoln. La seva presidència és la segona més curta en la història dels Estats Units després de la de William Henry Harrison, que va estar en el càrrec només trenta-un dies. L'atemptat va interrompre el seu mandat després de només sis mesos i quinze dies en el càrrec; li van disparar el 2 de juliol i va sobreviure fins al 19 de setembre de 1881.
Abans de la seva elecció com a president, Garfield va ser general major de l'exèrcit dels Estats Units, membre de la Cambra de Representants dels Estats Units i membre de la comissió electoral en les eleccions presidencials dels Estats Units de 1876. Fins avui, Garfield és l'únic membre de la Cambra de Representants que ha estat elegit President.
Garfield va néixer a la ciutat d'Orange Township, actualment Moreland Hills, un suburbi de la ciutat de Cleveland, Ohio. El seu pare va morir el 1833, quan James Abram tenia 18 mesos. Va créixer educat per la seva mare i un oncle. Va anar a l'escola d'Orange, i des de 1851 al 1854 va estudiar en el Western Reserve Eclectic Institute de Hiram, Ohio, institució que més tard seria el Hiram College. Després es va traslladar a la universitat de Williams a Williamstown, Massachusetts, on va ser membre de la germandat Delta Upsilon. Es va graduar el 1856 com a estudiant excepcional que va sobresortir en totes les matèries excepte en química. Més tard, durant el curs acadèmic de 1856-1857, va ensenyar idiomes clàssics en l'Eclectic Institute, i va ser nomenat director de l'institut a partir de 1857, càrrec que ocupà fins al 1860.
L'11 de novembre de 1858, es va casar amb Lucretia Rudolph, una de les seves antigues alumnes. Van tenir un total de set fills, cinc nois i dues noies: Eliza A. Garfield (1860-63); Harry A. Garfield (1863-1942); James R. Garfield (1865-1950); Maria Garfield (1867-1947); Irvin M. Garfield (1870-1951); Abram Garfield (1872-1958); i Edward Garfield (1874-76). Un dels seus fills, James Rudolph Garfield, va seguir els passos del seu pare en política i va arribar a ser secretari d'Interior amb el president Theodore Roosevelt.
Garfield va decidir que la vida acadèmica no era per a ell i va estudiar dret pel seu compte. Va ser admès en el col·legi d'advocats d'Ohio el 1860. Ja es dedicava a la política abans de ser admès en aquest col·legi. El 1859, el van elegir senador de l'estat d'Ohio, i va ocupar el càrrec fins a 1861. Va romandre en el Partit Republicà durant tota la seva vida política. Com a anècdota es pot destacar que va ser un aficionat a les matemàtiques i va arribar a publicar una original demostració del teorema de Pitàgores al New England Journal of Education, una publicació educativa de Nova Anglaterra.
Va ser elegit candidat pel partit republicà el 1880, en una convenció celebrada a Chicago en la qual Garfield va saber aprofitar la rivalitat entre els grans favorits a la candidatura republicana, James Blaine, John Sherman i l'expresident Ulysses S. Grant. Després de 35 votacions en les quals no es va imposar cap dels candidats, la convenció va optar per un dark horse (cavall fosc), com s'anomenava en l'argot polític; és a dir, un candidat que no entrava en la llista de favorits. Les maniobres de Garfield a favor de Sherman van fer que la convenció el veiés com un candidat ideal per a la presidència.
Garfield es va imposar en les eleccions al seu rival demòcrata William Scott Hancock per 214 vots a 85, i va ser elegit president dels Estats Units i investit el 4 de març de 1881.